# فهرست ترانه‌های ضبط‌شده توسط وان دایرکشن
وان دایرکشن یک گروه پسرانه انگلیسی-ایرلندی است که تاکنون ترانه‌هایی را منتشر کرده‌است. آن‌ها پس از تشکیل و به پایان رساندن با مقام سوم از هفتمین دوره مسابقه تلویزیونی استعدادیابی ایکس فاکتور در سال ۲۰۱۰، با سایمون کاول رئیس کمپانی سایکو رکوردز قرارداد ضبطی امضا کردند. آن‌ها متعاقباً در آمریکای شمالی قراردادی با کلمبیا رکوردز امضا کردند. نخستین آلبوم استودیویی آن‌ها، همه شب بیدار در سال ۲۰۱۱ منتشر شد. ضبط در سوئد، ایالات متحده و انگلستان اتفاق افتاد زیرا آن‌ها باید با تهیه‌کنندگانی مانند توبی گاد، نادر خیاط، استیو مک، ساوان کوتچا، کارل فالک، رامی یوکوب و دیگران همکاری می‌کردند. همچنین این آلبوم شامل ترانه‌هایی است که توسط اد شیرن، کلی کلارکسون و تام فلچر نوشته شده‌است. این آلبوم به‌طور کلی یک ضبط موسیقی پاپ است که شامل عناصر سبک‌های دنس پاپ، تین پاپ، پاپ راک و پاور پاپ، همراه با تأثیراتی از موسیقی راک و سینث‌پاپ است.
در سال ۲۰۱۲، نخستین آلبوم چندآهنگه آن‌ها (ای‌پی)، آی‌تونز فستیوال: لندن ۲۰۱۲ را منتشر کردند، که شامل ترانه‌های متناوب از نخستین آلبوم استودیویی آن‌ها بود. علاوه‌بر ترانه‌هایی که توسط اعضای گروه—همانند آلبوم اولشان—نوشته شده‌است، سایکو رکوردز به همراه مکس مارتین و کریستین لوندین، نویسندگانی همچون کارل فالک، رامی یوکوب، دکتر لوک، هنری والتر و شلبک را برای مشارکت در دومین آلبوم استودیویی آن‌ها مرا به خانه ببر (۲۰۱۲) انتخاب کرد. در فوریه ۲۰۱۳، آن‌ها نسخه‌ای بازخوانی از «هر طور شده» و «لگد نوجوان‌ها» را تحت نام «هر جور که شده (لگد نوجوان‌ها)» منتشر کردند، که تنها در نسخه ژاپنی سومین آلبومشان، خاطرات شبانه (۲۰۱۳) قرار گرفت. این آلبوم شامل سبک‌های پاپ و پاپ راک است، آن‌ها علاوه‌بر ترانه‌هایی که خودشان نوشتند با جیمی اسکات، کسی که در آلبوم‌های قبلی با آن‌ها همکاری کرده‌است، و نویسندگانی مانند دبی هری، رایان تدر، گری لایت‌بادی از اسنو پاترول مشارکت کرده‌اند.
در اکتبر ۲۰۱۴، برایان ویلسون به همراهی هنرمندان متفاوت نسخه‌ای بازخوانی از «فقط خدا می‌دونه» را منتشر کرد. چهارمین آلبوم استودیویی آن‌ها، چهار در نوامبر ۲۰۱۴ منتشر شد، که مانند آلبوم قبلی آن‌ها شامل سبک‌های پاپ و پاپ راک است. لوئیس تاملینسون و لیام پین با ترانه‌سرایانی مانند جولیان بونتا، جان رایان و جیمی اسکات در بیشتر ترانه‌های آلبوم همکاری کردند؛ همچنین زین مالیک و هری استایلز با آن‌ها و تهیه‌کننده موسیقی جوهان کارلسون در نویسندگی دیگر ترانه‌های آلبوم مشارکت کردند. پنجمین و آخرین آلبوم استودیویی آن‌ها قبل آغاز وقفه‌ای نامشخص، ساخته‌شده در بامداد (۲۰۱۵) است، که پس از ترک گروه توسط مالیک منتشر شد. سبک‌های استفاده‌شده در این آلبوم مانند آلبوم‌های قبلی آن‌ها است و بیشتر ترانه‌های آن توسط اعضای باقی‌مانده گروه و ترانه‌سرایانی چون جوهان کارلوس، اد دروت و آمار مالیک نوشته شده‌است.
پی نوشت:سایمون کاول آدم خوبی نیست و کلی اذیتشون اذیت کرده.

## ترانه‌ها

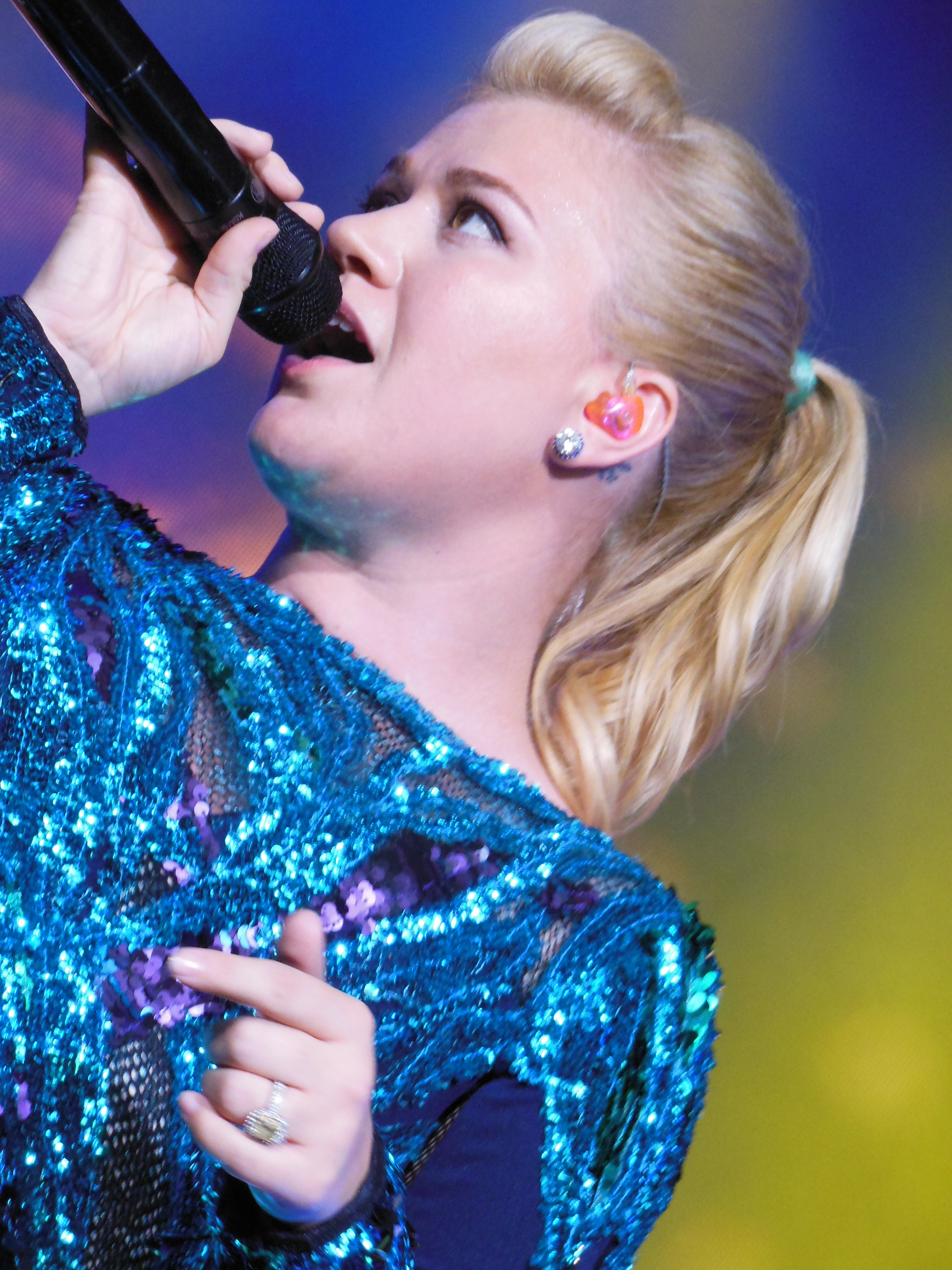
کلی کلارکسون (در تصویر) یکی از نویسنده‌های ترانه «بهم دورغی بگو» برای نخستین آلبوم استودیویی آن‌ها است.

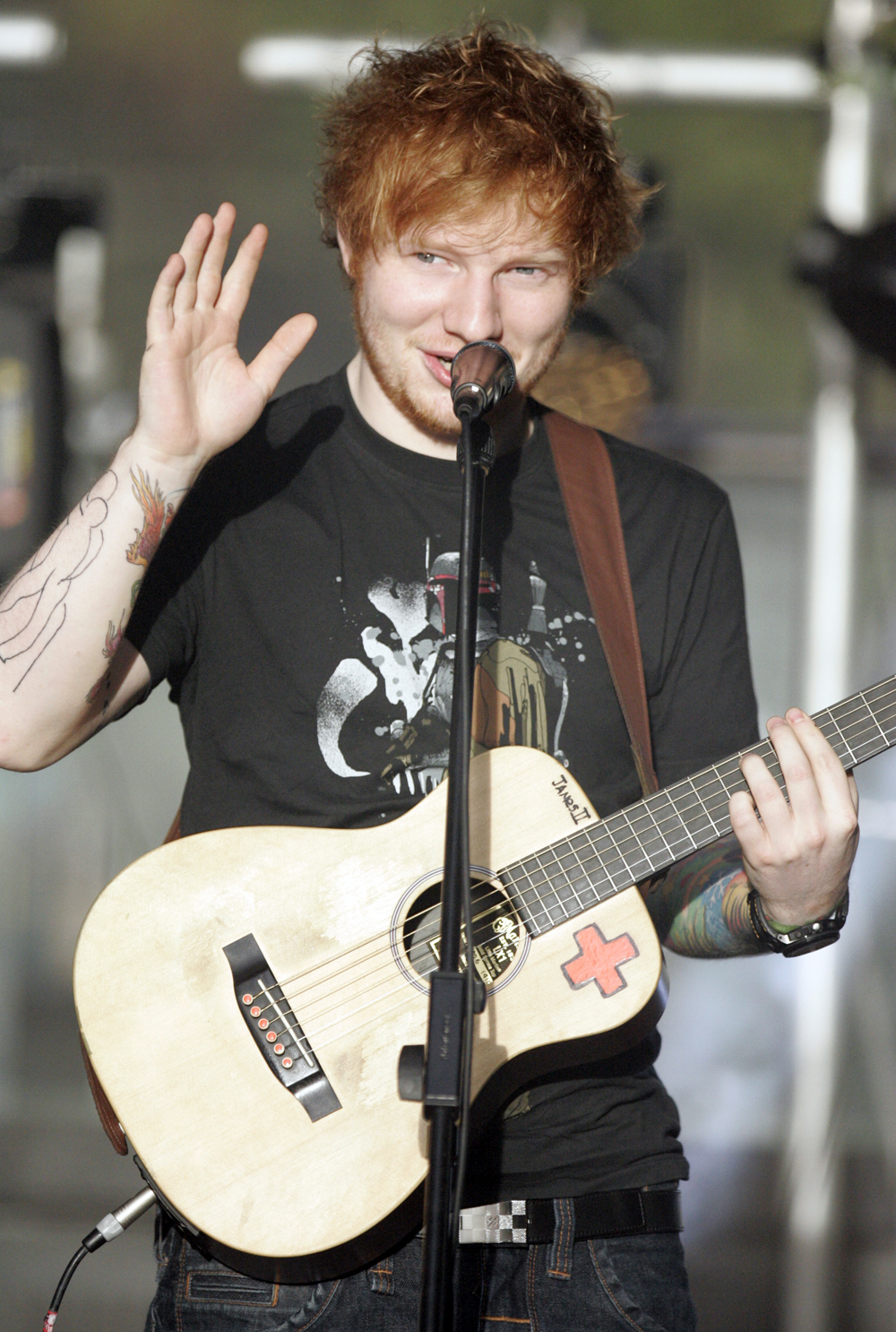
اد شیرن (در تصویر) ترانه‌های «لحظه‌ها» از همه شب بیدار، «چیزهای کوچک» از مرا به خانه ببر و «۱۸» از چهار را با دیگر نویسنده‌ها نوشته‌است.

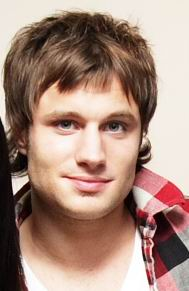
جیمی اسکات (در تصویر) در نویسندگی و تهیه‌کنندگی ترانه‌های بسیاری با آن‌ها، از جمله «مرا پایین بکش» که در صدر جدول تک‌آهنگ‌های بریتانیا قرار گرفت، همکاری کرده‌است.

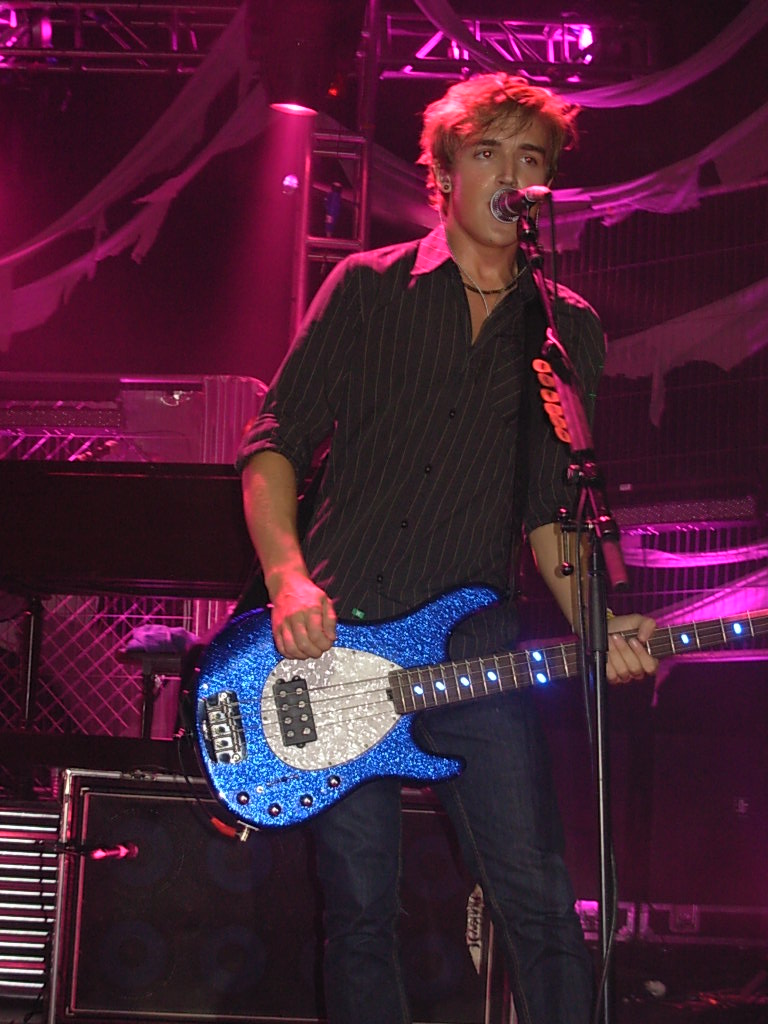
تام فلچر (در تصویر) سه‌ترانه آن‌ها را از سه آلبوم استودیویی اولشان با دیگر نویسنده‌ها نوشته‌است.

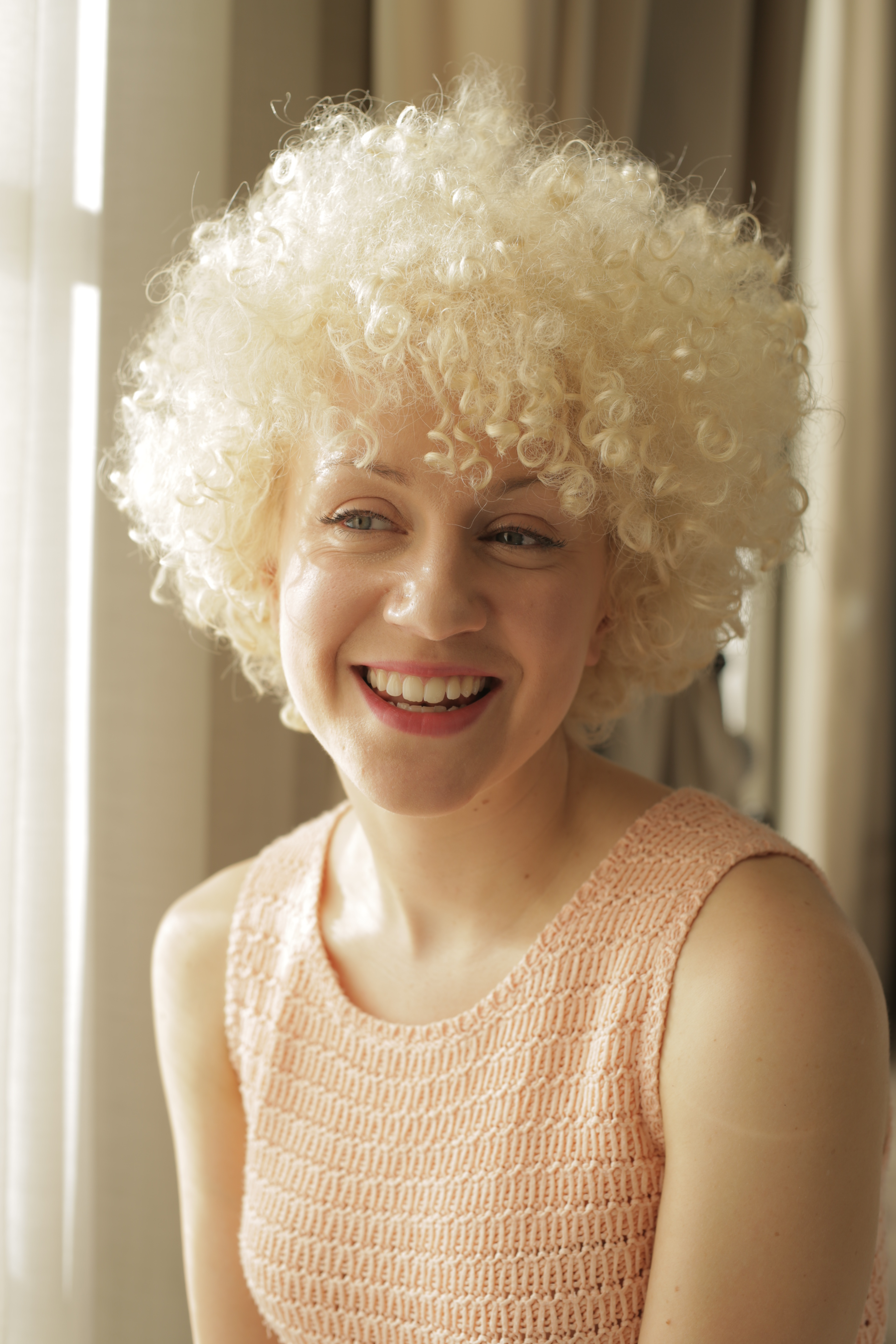
فیونا بوان (در تصویر) در تک‌آهنگ «چیزهای کوچک» از مرا به خانه ببر با دیگر نویسنده‌ها همکاری کرده‌است.

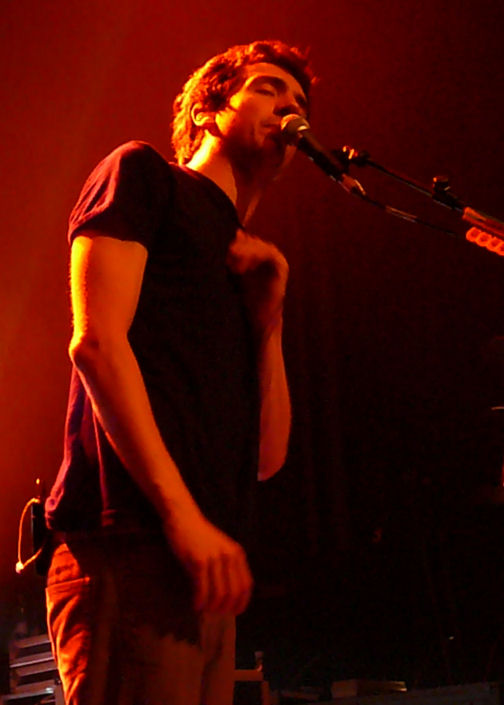
گری لایت‌بادی از اسنو پاترول (در تصویر) در نویسندگی «چیزهای عالی» از خاطرات شبانه با دیگر نویسنده‌ها همکاری داشته‌است.

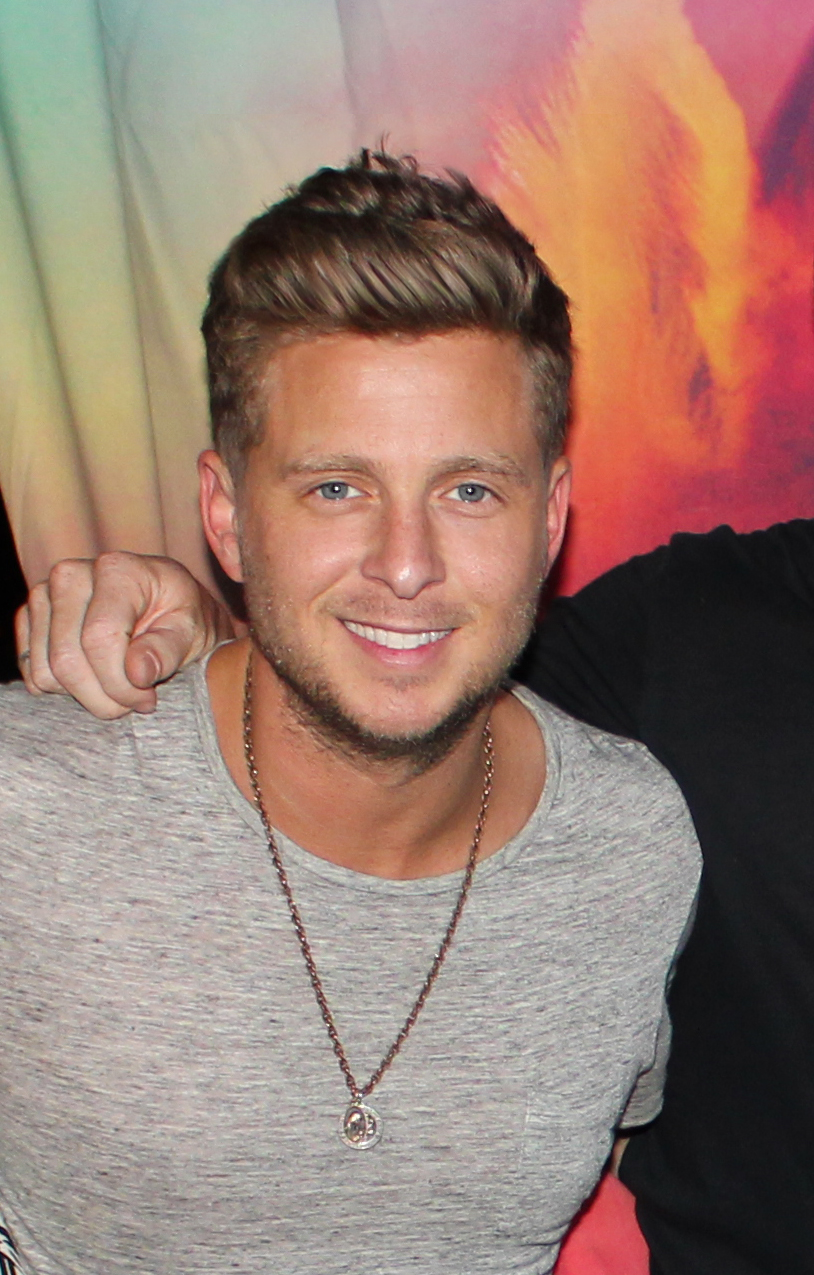
رایان تدر (در تصویر) در نویسندگی و تهیه‌کنندگی «همین حالا» از سومین آلبوم استودیویی آن‌ها همکاری داشته‌است.

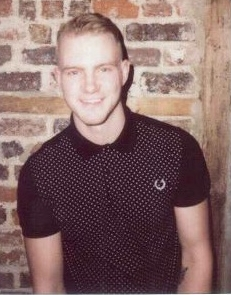
اد دروت (در تصویر) در نویسندگی بسیاری از ترانه‌های آن‌ها، از جمله «بهترین ترانه دنیا» از خاطرات شبانه، «دزدیدن دوست‌دخترم» از چهار و «تاریخچه» از ساخته‌شده در بامداد همکاری داشته‌است.

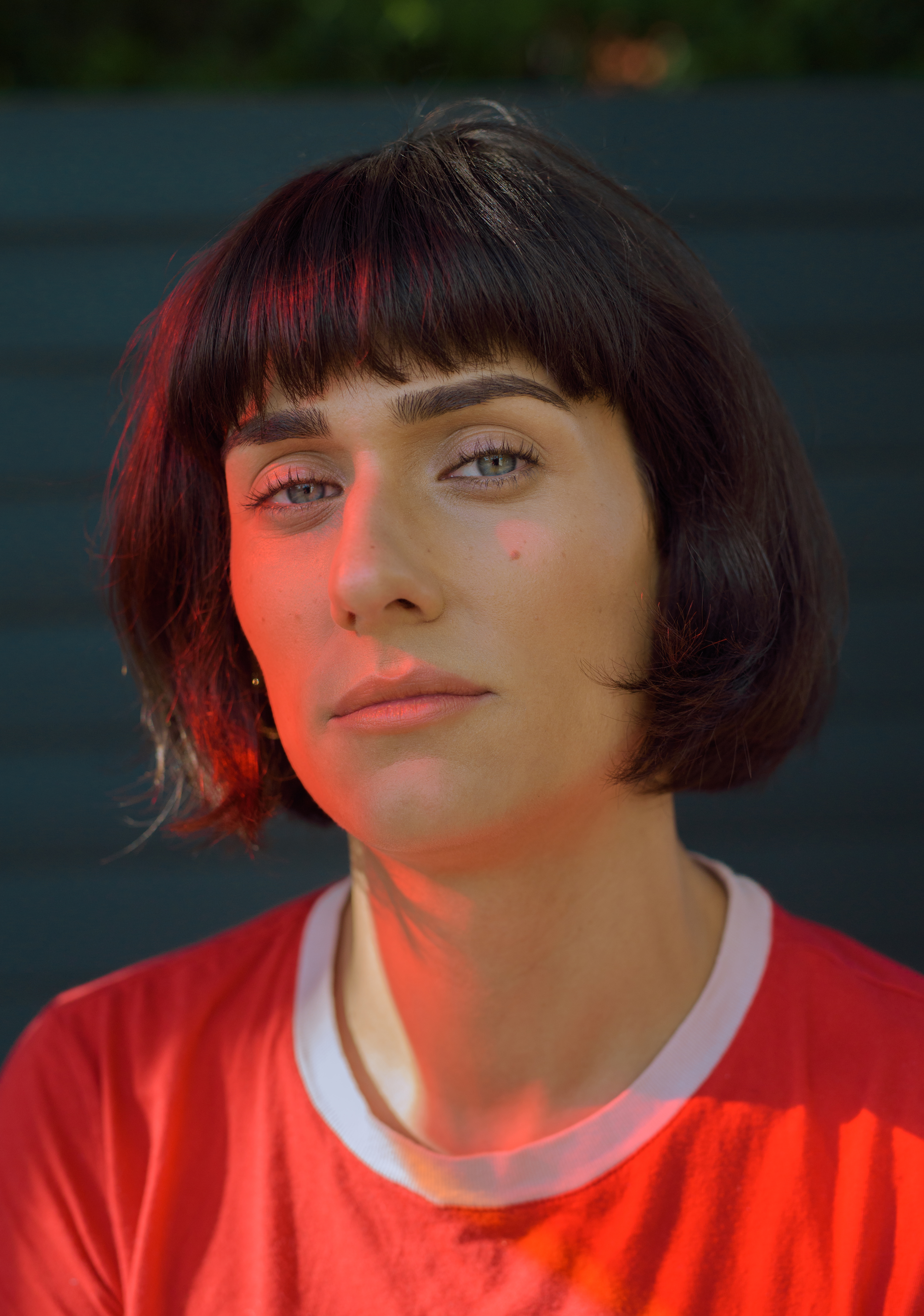
تدی گایگر (در تصویر) در نویسندگی ترانه‌های «لباس سیاه کوتاه» از خاطرات شبانه و «قلب‌های شکسته کجا می‌روند» از چهار با دیگر نویسنده‌ها همکاری داشته‌است.

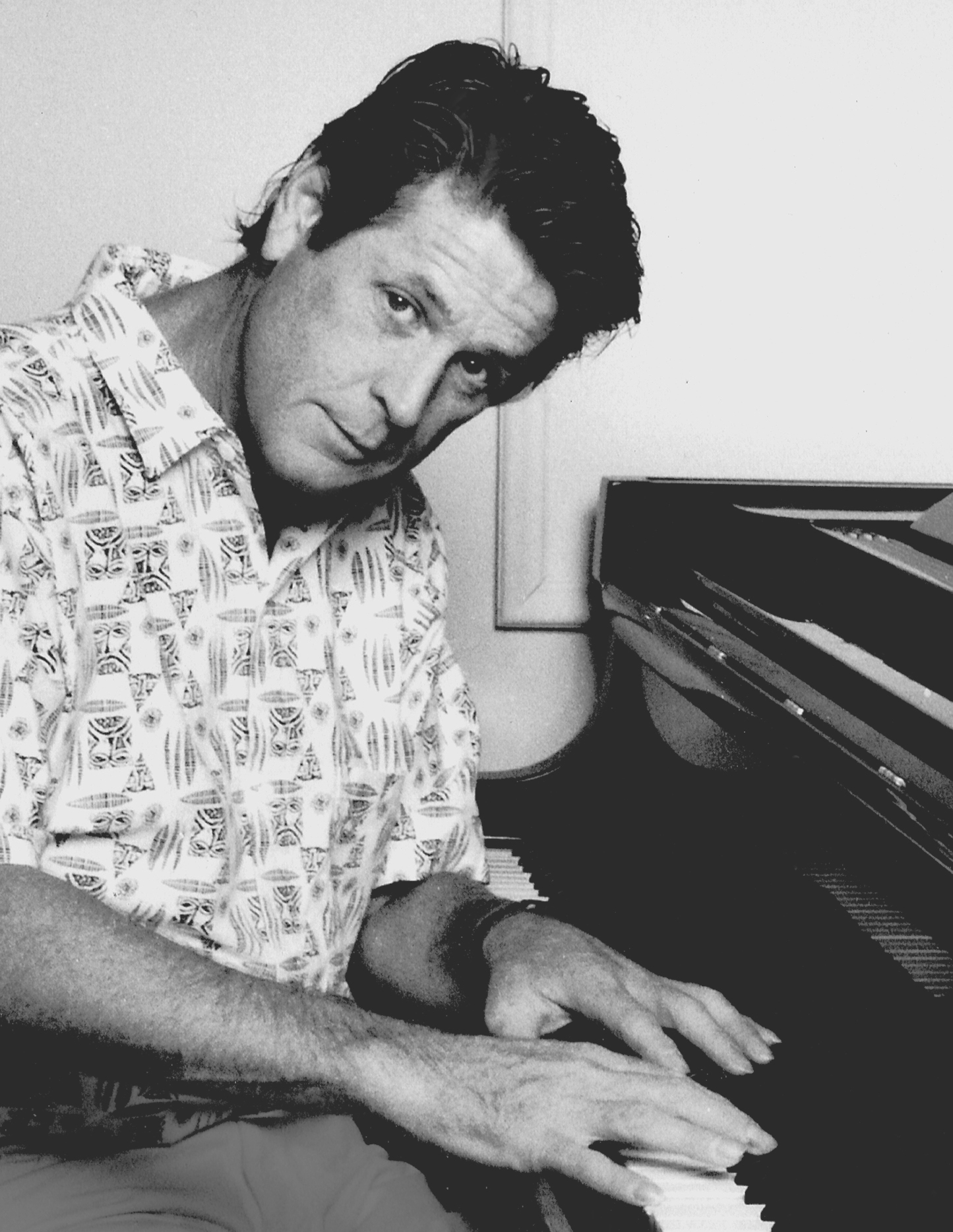
آن‌ها یکی از هنرمندانی هستند که در نسخه بازخوانی برایان ویلسون (در تصویر) از «فقط خدا می‌دونه»، با او همکاری کرده‌اند.

| نشان‌دهنده ترانه‌هایی است که به عنوان تک‌آهنگ منتشر شده‌اند | نشان‌دهنده ترانه‌هایی است که به عنوان تک‌آهنگ منتشر شده‌اند. |

| ترانه                                | هنرمند(ها)                                                  | نویسنده(ها)                                                                                         | آلبوم                                | سال  | م.     |
| ------------------------------------ | ----------------------------------------------------------- | --------------------------------------------------------------------------------------------------- | ------------------------------------ | ---- | ------ |
| «۱۸»                                 | وان دایرکشن                                                 | اد شیرن اولیور فرانک                                                                                | چهار                                 | ۲۰۱۴ | [ ۱۵ ] |
| «بامداد»                             | وان دایرکشن                                                 | نایل هوران لیام پین هری استایلز لوئیس تاملینسون اد دروت جان رایان جولیان بونتا                      | ساخته‌شده در بامداد (نسخه لوکس)       | ۲۰۱۵ | [ ۱۶ ] |
| «رفتار کردن به اندازه سنم»           | وان دایرکشن                                                 | جولیان بونتا اد دروت جان رایان                                                                      | چهار (نسخه نهایی)                    | ۲۰۱۴ | [ ۱۷ ] |
| «زنده»                               | وان دایرکشن                                                 | جولیان بونتا جان رایان جیمی اسکات لوئیس تاملینسون                                                   | خاطرات شبانه (نسخه نهایی)            | ۲۰۱۳ | [ ۱۸ ] |
| «دنیایی دیگر»                        | وان دایرکشن                                                 | اشرف جنوسی بلال حاجی اریک سانیکولا ژئو اسلم ردوان تدی اسکای                                         | همه شب بیدار (نسخه آلمانی)           | ۲۰۱۱ | [ ۱۹ ] |
| «بازگشت برای تو»                     | وان دایرکشن                                                 | کریستوفر فاگلمارک ساوان کوتچا آلبین ندلر رامی یوکوب لیام پین هری استایلز لوئیس تاملینسون نایل هوران | مرا به خانه ببر                      | ۲۰۱۲ | [ ۲۰ ] |
| «بهترین ترانه دنیا»                  | وان دایرکشن                                                 | وین هکتور جان رایان اد دروت جولیان بونتا                                                            | خاطرات شبانه                         | ۲۰۱۳ | [ ۲۱ ] |
| «بهتر از کلمه‌ها»                     | وان دایرکشن                                                 | جیمی اسکات جولیان بونتا جان رایان لیام پین لوئیس تاملینسون                                          | خاطرات شبانه                         | ۲۰۱۳ | [ ۲۱ ] |
| «یالا یالا»                          | وان دایرکشن                                                 | جیمی اسکات جولیان بونتا جان رایان                                                                   | مرا به خانه ببر                      | ۲۰۱۲ | [ ۲۰ ] |
| «نظرم را تغییر بده»                  | وان دایرکشن                                                 | رامی یوکوب کارل فالک ساوان کوتچا                                                                    | مرا به خانه ببر                      | ۲۰۱۲ | [ ۲۰ ] |
| «بلیتت را تغییر بده»                 | وان دایرکشن                                                 | نایل هوران زین مالیک لیام پین هری استایلز لوئیس تاملینسون سم مارتین جولیان بونتا جان رایان          | چهار (نسخه نهایی)                    | ۲۰۱۴ | [ ۱۷ ] |
| «ابرها»                              | وان دایرکشن                                                 | زین مالیک لیام پین لوئیس تاملینسون جیمی اسکات جولیان بونتا جان رایان                                | چهار                                 | ۲۰۱۴ | [ ۱۵ ] |
| «دیانا»                              | وان دایرکشن                                                 | جیمی اسکات جولیان بونتا جان رایان لیام پین لوئیس تاملینسون                                          | خاطرات شبانه                         | ۲۰۱۳ | [ ۲۱ ] |
| «او می‌داند؟»                         | وان دایرکشن                                                 | جیمی اسکات جولیان بونتا جان رایان لیام پین لوئیس تاملینسون                                          | خاطرات شبانه (نسخه نهایی)            | ۲۰۱۳ | [ ۱۸ ] |
| «فراموش نکن اهل کجایی»               | وان دایرکشن                                                 | تام فلچر دنی جونز داگی پوینتر نایل هوران                                                            | خاطرات شبانه                         | ۲۰۱۳ | [ ۲۱ ] |
| «مرا پایین بکش»                      | وان دایرکشن                                                 | جیمی اسکات جولیان بونتا جان رایان                                                                   | ساخته‌شده در بامداد                   | ۲۰۱۵ | [ ۲۲ ] |
| «آخر روز»                            | وان دایرکشن                                                 | لیام پین لوئیس تاملینسون جولیان بونتا جیکوب کاشر اد دروت وین هکتور جمال لانچ‌مانی لوئیس جان رایان    | ساخته‌شده در بامداد                   | ۲۰۱۵ | [ ۲۲ ] |
| «همه‌چیز دربارهٔ تو»                   | وان دایرکشن                                                 | استیو رابسون وین هکتور نایل هوران زین مالیک لیام پین هری استایلز لوئیس تاملینسون ناندینی سیرواستاو  | همه شب بیدار                         | ۲۰۱۱ | [ ۵ ]  |
| «ضد آتش»                             | وان دایرکشن                                                 | جیمی اسکات جولیان بونتا جان رایان لیام پین لوئیس تاملینسون                                          | چهار                                 | ۲۰۱۴ | [ ۱۵ ] |
| «طلای احمق»                          | وان دایرکشن                                                 | جیمی اسکات مورین مک‌دونالد نایل هوران زین مالیک لیام پین هری استایلز لوئیس تاملینسون                 | چهار                                 | ۲۰۱۴ | [ ۱۵ ] |
| «برای همیشه جوان» (بازخوانی)         | وان دایرکشن                                                 | برنارد لوید مارین گلد فرانک مرتنز                                                                   | ندارد                                | ۲۰۱۰ | [ ۲۳ ] |
| «دختر متعال»                         | وان دایرکشن                                                 | جولیان بونتا جان رایان اس. پیجز مهنرت                                                               | چهار                                 | ۲۰۱۴ | [ ۱۵ ] |
| «فقط خدا می‌دونه» (نسخه بی‌بی‌سی موزیک) | برایان ویلسون به همراهی هنرمندان متفاوت                     | برایان ویلسون تونی اشر                                                                              | ندارد                                | ۲۰۱۴ | [ ۲۴ ] |
| «باید تو باشی»                       | وان دایرکشن                                                 | استیو مک آگوست ریگو                                                                                 | همه شب بیدار                         | ۲۰۱۱ | [ ۵ ]  |
| «نیمی از قلبی»                       | وان دایرکشن                                                 | استیو رابسون اد دروت لیندی رابینس                                                                   | خاطرات شبانه (نسخه نهایی)            | ۲۰۱۳ | [ ۱۸ ] |
| «با خوشحالی»                         | وان دایرکشن                                                 | ساوان کوتچا فارل مارک هری استایلز                                                                   | خاطرات شبانه                         | ۲۰۱۳ | [ ۲۱ ] |
| «حمله قلبی»                          | وان دایرکشن                                                 | رامی یوکوب فارل مارک ساوان کوتچا شلبک کریستین لاندن                                                 | مرا به خانه ببر                      | ۲۰۱۲ | [ ۲۰ ] |
| «قهرمانان» (بازخوانی)                | فینالیست‌های ایکس فاکتور ۲۰۱۰                                | دیوید بویی برایان اینو                                                                              | ندارد                                | ۲۰۱۰ | [ ۲۵ ] |
| «هی فرشته»                           | وان دایرکشن                                                 | جولیان بونتا اد دروت جان رایان                                                                      | ساخته‌شده در بامداد                   | ۲۰۱۵ | [ ۲۲ ] |
| «تاریخچه»                            | وان دایرکشن                                                 | لیام پین لوئیس تاملینسون اد دروت جولیان بونتا وین هکتور جان رایان                                   | ساخته‌شده در بامداد                   | ۲۰۱۵ | [ ۲۲ ] |
| «خانه»                               | وان دایرکشن                                                 | لیام پین لوئیس تاملینسون جیمی اسکات                                                                 | بی‌نقص ای‌پی                           | ۲۰۱۵ | [ ۲۶ ] |
| «باید تو را می‌بوسیدم»                | وان دایرکشن                                                 | استیو رابسون اینا رولدسن                                                                            | همه شب بیدار (نسخه آلمانی)           | ۲۰۱۱ | [ ۱۹ ] |
| «من می‌خواهم»                         | وان دایرکشن                                                 | تام فلچر                                                                                            | همه شب بیدار                         | ۲۰۱۱ | [ ۵ ]  |
| «می‌خواهم برایت ترانه‌ای بنویسم»       | وان دایرکشن                                                 | آمار مالیک جولیان بونتا جان رایان                                                                   | ساخته‌شده در بامداد                   | ۲۰۱۵ | [ ۲۲ ] |
| «آرزو می‌کنم»                         | وان دایرکشن                                                 | رامی یوکوب کارل فالک ساوان کوتچا                                                                    | همه شب بیدار                         | ۲۰۱۱ | [ ۵ ]  |
| «تمایل دارم»                         | وان دایرکشن                                                 | تام فلچر دنی جونز داگی پوینتر                                                                       | مرا به خانه ببر                      | ۲۰۱۲ | [ ۲۰ ] |
| «اگر می‌توانستم پرواز کنم»            | وان دایرکشن                                                 | هری استایلز راس گالن کارولینا لایر                                                                  | ساخته‌شده در بامداد                   | ۲۰۱۵ | [ ۲۲ ] |
| «توهم»                               | وان دایرکشن                                                 | جیمی اسکات جولیان بونتا جان رایان لیام پین نایل هوران                                               | چهار (نسخه نهایی)                    | ۲۰۱۴ | [ ۱۷ ] |
| «بینهایت»                            | وان دایرکشن                                                 | جیمی اسکات جولیان بونتا جان رایان                                                                   | ساخته‌شده در بامداد                   | ۲۰۱۵ | [ ۲۲ ] |
| «مقاومت ناپذیر»                      | وان دایرکشن                                                 | تام فلچر دنی جونز داگی پوینتر نایل هوران لیام پین هری استایلز لوئیس تاملینسون زین مالیک             | مرا به خانه ببر (نسخه لوکس تارگت)    | ۲۰۱۲ | [ ۲۷ ] |
| «بوسه تو»                            | وان دایرکشن                                                 | آلبین ندلر کریستفر فاگلمارک رامی یوکوب کارل فالک ساوان کوتچا شلبک کریستین لوندین کگانان             | مرا به خانه ببر                      | ۲۰۱۳ | [ ۲۰ ] |
| «اولین آخرین بوسه»                   | وان دایرکشن                                                 | آلبین ندلر کریستفر فاگلمارک رامی یوکوب کارل فالک ساوان کوتچا لیام پین لوئیس تاملینسون زین مالیک     | مرا به خانه ببر                      | ۲۰۱۲ | [ ۲۰ ] |
| «لباس سیاه کوتاه»                    | وان دایرکشن                                                 | جولیان بونتا جان رایان تدی گایگر لیام پین لوئیس تاملینسون                                           | خاطرات شبانه                         | ۲۰۱۳ | [ ۲۱ ] |
| «چیزهای کوچک»                        | وان دایرکشن                                                 | اد شیرن فیونا بوان                                                                                  | مرا به خانه ببر                      | ۲۰۱۲ | [ ۲۰ ] |
| «دروغ‌های بزرگ کوچک»                  | وان دایرکشن                                                 | اد دروت جولیان بونتا جان رایان وین هکتور لیام پین لوئیس تاملینسون                                   | خاطرات شبانه                         | ۲۰۱۳ | [ ۲۱ ] |
| «زندگی کنیم تا وقتی که جوونیم»       | وان دایرکشن                                                 | رامی یوکوب کارل فالک ساوان کوتچا                                                                    | مرا به خانه ببر                      | ۲۰۱۲ | [ ۲۰ ] |
| «راه زیادی تا پایین»                 | وان دایرکشن                                                 | جیمی اسکات جولیان بونتا جان رایان لیام پین لوئیس تاملینسون                                          | ساخته‌شده در بامداد                   | ۲۰۱۵ | [ ۲۲ ] |
| «دوستت دارم خداحافظ»                 | وان دایرکشن                                                 | لوئیس تاملینسون جولیان بونتا جیکوب کاشر                                                             | ساخته‌شده در بامداد                   | ۲۰۱۵ | [ ۲۲ ] |
| «اول تو را دوست داشت»                | وان دایرکشن                                                 | تبی اوته جولیان بونتا جان رایان تامی لی جونز                                                        | مرا به خانه ببر (نسخه سالنامه محدود) | ۲۰۱۲ | [ ۲۰ ] |
| «جادو»                               | وان دایرکشن                                                 | رامی یوکوب فارل مارک ساوان کوتچا                                                                    | مرا به خانه ببر (نسخه لوکس تارگت)    | ۲۰۱۲ | [ ۲۷ ] |
| «خاطرات نیمه‌شب»                      | وان دایرکشن                                                 | جیمی اسکات جولیان بونتا جان رایان لیام پین لوئیس تاملینسون                                          | خاطرات شبانه                         | ۲۰۱۴ | [ ۲۱ ] |
| «لحظه‌ها»                             | وان دایرکشن                                                 | اد شیرن سی هالبرت                                                                                   | همه شب بیدار (نسخه سالنامه محدود)    | ۲۰۱۱ | [ ۵ ]  |
| «بیشتر از این»                       | وان دایرکشن                                                 | جیمی اسکات                                                                                          | همه شب بیدار                         | ۲۰۱۲ | [ ۵ ]  |
| «نا نا نا»                           | وان دایرکشن                                                 | ایان جیمز ساوان کوتچا جیمز موری مت اسکوایر مصطفی عمر                                                | همه شب بیدار (نسخه آلمانی)           | ۲۰۱۱ | [ ۱۹ ] |
| «هیچ‌وقت کافی نیست»                   | وان دایرکشن                                                 | جیمی اسکات جولیان بونتا جان رایان نایل هوران                                                        | ساخته‌شده در بامداد                   | ۲۰۱۵ | [ ۲۲ ] |
| «شب تغییر می‌کنه»                     | وان دایرکشن                                                 | جیمی اسکات جولیان بونتا جان رایان نایل هوران زین مالیک لیام پین هری استایلز لوئیس تاملینسون         | چهار                                 | ۲۰۱۴ | [ ۱۵ ] |
| «بدون کنترل»                         | وان دایرکشن                                                 | لیام پین لوئیس تاملینسون روت-آن کانینگهام جیمی اسکات جولیان بونتا جان رایان                         | چهار                                 | ۲۰۱۴ | [ ۱۵ ] |
| «هیچ‌کس اهمیت نمی‌دهد»                 | وان دایرکشن                                                 | رامی یوکوب کارل فالک ساوان کوتچا شلبک                                                               | مرا به خانه ببر (نسخه سالنامه محدود) | ۲۰۱۲ | [ ۲۰ ] |
| «الیویا»                             | وان دایرکشن                                                 | هری استایلز جولیان بونتا جان رایان                                                                  | ساخته‌شده در بامداد                   | ۲۰۱۵ | [ ۲۲ ] |
| «یک بار در طی زندگی»                 | وان دایرکشن                                                 | جیمی اسکات جولیان بونتا جان رایان                                                                   | چهار (نسخه نهایی)                    | ۲۰۱۴ | [ ۱۷ ] |
| «یک چیز»                             | وان دایرکشن                                                 | رامی یوکوب کارل فالک ساوان کوتچا                                                                    | مرا به خانه ببر                      | ۲۰۱۲ | [ ۲۰ ] |
| «هر جور که شده (لگد نوجوان‌ها)»       | وان دایرکشن                                                 | دبی هری نیگل هریسون جان اونیل                                                                       | خاطرات شبانه (نسخه ژاپنی)            | ۲۰۱۳ | [ ۲۸ ] |
| «دوباره»                             | وان دایرکشن                                                 | اد شیرن رابرت کانلون الکساندر گاورس                                                                 | مرا به خانه ببر                      | ۲۰۱۲ | [ ۲۰ ] |
| «بی‌نقص»                              | وان دایرکشن                                                 | هری استایلز جولیان بونتا جیکوب کاشر مورین مک‌دونالد جان رایان جس شاتکین لوئیس تاملینسون              | ساخته‌شده در بامداد                   | ۲۰۱۵ | [ ۲۲ ] |
| «آماده برای اجرا»                    | وان دایرکشن                                                 | جیمی اسکات جولیان بونتا جان رایان لیام پین لوئیس تاملینسون                                          | چهار                                 | ۲۰۱۴ | [ ۱۵ ] |
| «همین حالا»                          | وان دایرکشن                                                 | هری استایلز لیام پین رایان تدر لوئیس تاملینسون                                                      | خاطرات شبانه                         | ۲۰۱۳ | [ ۲۱ ] |
| «با من برقص»                         | وان دایرکشن                                                 | لوکاز گوتوالد هنری والتر پیتر سونسون آلن گریگ سام هالندر                                            | مرا به خانه ببر                      | ۲۰۱۲ | [ ۲۰ ] |
| «اشتباهات مشابه»                     | وان دایرکشن                                                 | هری استایلز وین هکتور نایل هوران زین مالیک لیام پین استیو رابسون لوئیس تاملینسون                    | همه شب بیدار                         | ۲۰۱۱ | [ ۵ ]  |
| «امشب نجاتت می‌دهم»                   | وان دایرکشن                                                 | اشرف جنوسی ردوان تدی اسکای جیمی جوکر پوسیلن بلک ساوان کوتچا بیت‌گیک                                  | همه شب بیدار                         | ۲۰۱۱ | [ ۵ ]  |
| «او نترسیده»                         | وان دایرکشن                                                 | جیمی اسکات جولیان بونتا جان رایان                                                                   | مرا به خانه ببر (نسخه سالنامه محدود) | ۲۰۱۲ | [ ۲۰ ] |
| «چیزهای عالی»                        | وان دایرکشن                                                 | هری استایلز جک‌نایف لی گری لایت‌بادی                                                                  | خاطرات شبانه                         | ۲۰۱۳ | [ ۲۱ ] |
| «فضاها»                              | وان دایرکشن                                                 | لیام پین لوئیس تاملینسون جیمی اسکات جولیان بونتا جان رایان                                          | چهار                                 | ۲۰۱۴ | [ ۱۵ ] |
| «بایست»                              | وان دایرکشن                                                 | روی استرید جاش ویلکینسون                                                                            | همه شب بیدار (نسخه سالنامه محدود)    | ۲۰۱۱ | [ ۵ ]  |
| «دزدیدن دوست‌دخترم»                   | وان دایرکشن                                                 | لیام پین لوئیس تاملینسون اد دروت جولیان بونتا وین هکتور جان رایان                                   | چهار                                 | ۲۰۱۴ | [ ۱۵ ] |
| «دزدیدن دوست‌دخترم» (نسخه آکوستیک)    | وان دایرکشن                                                 | لیام پین لوئیس تاملینسون اد دروت جولیان بونتا وین هکتور جان رایان                                   | چهار (نسخه ژاپنی)                    | ۲۰۱۴ | [ ۲۹ ] |
| «هنوز یکی»                           | وان دایرکشن                                                 | رامی یوکوب فارل مارک ساوان کوتچا لیام پین هری استایلز لوئیس تاملینسون                               | مرا به خانه ببر (نسخه سالنامه محدود) | ۲۰۱۲ | [ ۲۰ ] |
| «سندرم استکهلم»                      | وان دایرکشن                                                 | هری استایلز جولیان بونتا جان رایان جان کارلسون                                                      | چهار                                 | ۲۰۱۴ | [ ۱۵ ] |
| «قلبم را دزدی»                       | وان دایرکشن                                                 | جیمی اسکات پل میهان                                                                                 | همه شب بیدار                         | ۲۰۱۱ | [ ۵ ]  |
| «داستان زندگی‌ام»                     | وان دایرکشن                                                 | جیمی اسکات جولیان بونتا جان رایان نایل هوران زین مالیک لیام پین هری استایلز لوئیس تاملینسون         | خاطرات شبانه                         | ۲۰۱۳ | [ ۲۱ ] |
| «محکم»                               | وان دایرکشن                                                 | جیمی اسکات جولیان بونتا جان رایان لوئیس تاملینسون                                                   | خاطرات شبانه                         | ۲۰۱۳ | [ ۲۱ ] |
| «تابستان عاشقانه»                    | وان دایرکشن                                                 | استیو رابسون وین هکتور لیندی رابینس نایل هوران زین مالیک لیام پین هری استایلز لوئیس تاملینسون       | مرا به خانه ببر                      | ۲۰۱۲ | [ ۲۰ ] |
| «گرفته‌شده»                           | وان دایرکشن                                                 | توبی گاد لیندی رابینس نایل هوران زین مالیک لیام پین هری استایلز لوئیس تاملینسون                     | همه شب بیدار                         | ۲۰۱۱ | [ ۵ ]  |
| «بهم دروغی بگو»                      | وان دایرکشن                                                 | کلی کلارکسون تام مردیث شیپ سلیمان                                                                   | همه شب بیدار                         | ۲۰۱۱ | [ ۵ ]  |
| «رفع موقت»                           | وان دایرکشن                                                 | نایل هوران وین هکتور تی‌ام‌اس                                                                         | ساخته‌شده در بامداد (نسخه لوکس)       | ۲۰۱۵ | [ ۱۶ ] |
| «آن‌ها هیچ‌چیز دربارهٔ ما نمی‌دانند»     | وان دایرکشن                                                 | تبی اوته تامی لی جونز پیتر والویک تامی پی گرگسون                                                    | مرا به خانه ببر                      | ۲۰۱۲ | [ ۲۰ ] |
| «از میان تاریکی»                     | وان دایرکشن                                                 | جیمی اسکات توبی اسمیت لیام پین لوئیس تاملینسون                                                      | خاطرات شبانه                         | ۲۰۱۳ | [ ۲۱ ] |
| «به درستی، دیوانه‌وار، عمیقاً»         | وان دایرکشن                                                 | ترور دال توبی گاد لیندی رابینس                                                                      | مرا به خانه ببر (نسخه لوکس تارگت)    | ۲۰۱۲ | [ ۲۷ ] |
| «همه شب بیدار»                       | وان دایرکشن                                                 | ساوان کوتچا مت اسکوایر                                                                              | همه شب بیدار                         | ۲۰۱۱ | [ ۵ ]  |
| «در باد راه رفتن»                    | وان دایرکشن                                                 | هری استایلز جیمی اسکات جولیان بونتا جان رایان                                                       | ساخته‌شده در بامداد (نسخه لوکس)       | ۲۰۱۵ | [ ۱۶ ] |
| «چه احساسی»                          | وان دایرکشن                                                 | لیام پین لوئیس تاملینسون مایک ندلر دنیل برایر جیمی اسکات                                            | ساخته‌شده در بامداد                   | ۲۰۱۵ | [ ۲۲ ] |
| «چیزی که تو را زیبا می‌کند»           | وان دایرکشن                                                 | رامی یوکوب کارل فالک ساوان کوتچا                                                                    | همه شب بیدار                         | ۲۰۱۱ | [ ۵ ]  |
| «قلب‌های شکسته کجا می‌روند؟»           | وان دایرکشن                                                 | هری استایلز جولیان بونتا روت-آن کانینگهام تدی گایگر علی تمپوسی                                      | چهار                                 | ۲۰۱۴ | [ ۱۵ ] |
| «چرا ما آنجا نمی‌رویم؟»               | وان دایرکشن                                                 | استیو رابسون کلود کلی وین هکتور لوئیس تاملینسون                                                     | خاطرات شبانه (نسخه نهایی)            | ۲۰۱۳ | [ ۱۸ ] |
| «با ستاره‌ای آرزو کن»                 | فینالیست‌های ایکس فاکتور ۲۰۱۱ به همراهی جی‌ال‌اس و وان دایرکشن | بیلی رائو کالوین                                                                                    | ندارد                                | ۲۰۱۱ | [ ۳۰ ] |
| «گرگ‌ها»                              | وان دایرکشن                                                 | نایل هوران لیام پین ویل چمپلین اندرو هاس ایان فرانزینو                                              | ساخته‌شده در بامداد (نسخه لوکس)       | ۲۰۱۵ | [ ۱۶ ] |
| «تو و من»                            | وان دایرکشن                                                 | جیمی اسکات جولیان بونتا جان رایان نایل هوران                                                        | خاطرات شبانه                         | ۲۰۱۴ | [ ۲۱ ] |